# Andronik, sin Ivana II.
Andronik Komnen (grčki Ἀνδρόνικος Κομνηνός, latinski Andronicus Comnenus; Konstantinopol, oko 1108. — 1142.) bio je bizantski princ iz dinastije Komnen; treće dijete te drugi sin bizantskog cara Ivana II. Komnena i njegove supruge Piroske (Irena Ugarska). Bio je mlađi brat Aleksija te stariji brat cara Manuela I. Komnena. Od oca je dobio titulu sebastokratora, dok je Aleksije postao očev suvladar 1122.
Dvorski pjesnik Teodor Prodrom pohvalio je Andronikovu ratnu vještinu. Oko 1124., Andronik se oženio Irenom, za koju je jedan pjesnik rekao da je Enejin potomak. Irenina i Andronikova djeca:
- Marija Komnena, supruga Teodora Dasiotesa i Ivana Kantakuzena
- Ivan Duka Komnen, guverner Cipra — otac Marije Komnene, kraljice Jeruzalema
- Teodora Komnena, vojvotkinja Austrije
- Eudokija Komnena[2] — ljubavnica Andronika I. Komnena
- Aleksije Komnen (protosebastos)